# Goodyerinae
Goodyerinae — подтриба трибы Cranichideae, семейства Орхидные.
Наземные, реже сапрофитные или эпифитные травы с ползучим, иногда суккулентным корневищем.
Включает около 36 родов и 425 видов.
Многие виды популярны в комнатном цветоводстве.
Так же, как и в некоторых других растительных семействах, в семействе орхидных существует группа орхидей, имеющих листья со светоотражающей поверхностью и ярко-окрашенными прожилками. Эта группа растений принадлежит к подтрибе Goodyerinae и называется «драгоценными орхидеями». Уровень светоотражения, количество прожилок и их окраска сильно отличается даже в пределах одного рода. Эта способность имеется у всех видов подтрибы, но выражена в разной степени и у некоторых представителей бывает совсем незаметна.

## Биологическое описание

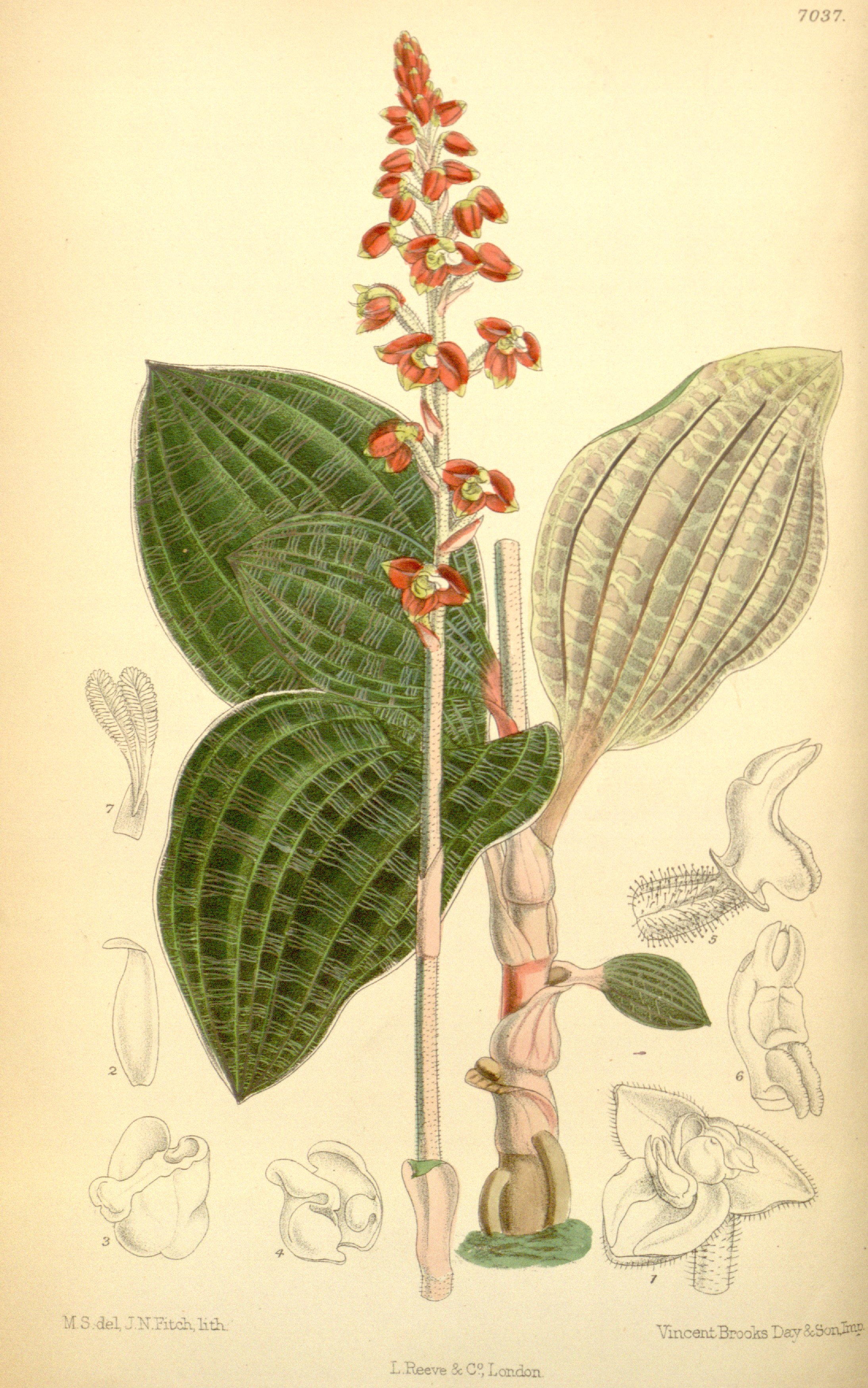
Macodes petola. Ботаническая иллюстрация из «Curtis’s Botanical Magazine» 1889 г.

Цветоносный стебель травянистый, поднимающийся.
Корни обычно сочные, одиночные, расположенные в узлах, изредка вместо корней на мясистом корневище образуеются утолщения, несущие корневые волоски.
Листья спирально расположенные, обычно сближены в основании цветоносного побега, часто разнообразно окрашенные.
Соцветие — терминальная кисть.
Цветки мелкие, чаще ресупинатные. Листочки околоцветника нередко между собой срастаются, образуя шлем. Губа большей частью свободная, в основании чашевидная или с небольшим шпорцем, внутри часто с железистым опушением или отдельными желёзками.
Пыльник дорсальный, прямостоячий, почти равен клювику. Пыльца собрана в многочисленные мелкие пакеты и образует 2—4 поллиния, иногда с общей каудикулой.
Рыльце цельное, иногда двулопастное.
Хромосомы: 2n=20, 22, 26—44, 56.

## Распространение
Тропические и субтропические области всех материков (преимущественно тропическая Азия), умеренные и бореальные районы Северного полушария.

## Эволюция
Эволюция жизненных форм в подтрибе Goodyerinae шла по пути полимеризации и удлинения междоузлий побегов, что привело к возникновению ползучих жизненных форм Goodyera repens-типа. Приспособленность к обитанию на моховых и рыхлых подстилочных субстратах стала предпосылкой к поселению некоторых видов на замшелых деревьях (Goodyera pendula), побеги стали повисать в воздухе, и произошло вторичное укорачивание междоузлий. Микотрофный период онтогенеза, очень короткий у большинства видов рода Goodyera, становится более продолжительным у Goodyera viridiflora, имеющего клубневидный микоризом, а у Chamegastrodia sikokiana автотрофная стадия утрачена. В этой же подтрибе возникли две бескорневые жизненные формы: Myrmechis japonica-тип с тонкими, мелкими побегами и Cheirostylis takeoi-тип с утолщенными междоузлиями побега.
Основными движущими факторами эволюции жизненных форм наземных орхидных стали микориза и способность заселять самые разнообразные типы местообитаний.

## Роды
- Aenhenrya
- Anoectochilus
- Aspidogyne
- Chamaegastrodia
- Cheirostylis
- Cystorchis
- Danhatchia
- Dicerostylis
- Dossinia
- Erythrodes
- Eucosia
- Eurycentrum
- Evrardia
- Gonatostylis
- Goodyera
- Gymnochilus
- Halleorchis
- Herpysma
- Hetaeria
- Hylophila
- Kreodanthus
- Kuhlhasseltia
- Lepidogyne
- Ligeophila
- Ludisia
- Macodes
- Meliorchis †
- Microchilus
- Moerenhoutia
- Myrmechis
- Odontochilus
- Orchipedum
- Papuaea
- Platylepis
- Platythelys
- Pristiglottis
- Rhomboda
- Schuitemania
- Stephanothelys
- Tubilabium
- Vrydagzynea
- Zeuxine

## В культуре
Растения с утолщенными (суккулентными) побегами, такие как Ludisia discolor, иногда растущая в природе как эпифит, допускают просушку субстрата и могут содержаться в условиях сухого воздуха квартир. Растение можно выращивать как обычное комнатное на смеси садовой земли со сфагнумом и кусочками коры хвойных пород деревьев. Подоконников южной ориентации следует избегать. Для цветения достаточно незначительного снижения температур и просушки.
Растения с неутолщенным стеблем более сложны в культуре. Для их выращивания используются орхидариумы различных типов.